# Zonnebloem
De zonnebloem (Helianthus annuus) is een tot 3 meter hoge, eenjarige plant uit de composietenfamilie (Asteraceae). De zonnebloem kan gezaaid worden van april tot half juni.

## Kenmerken
De zonnebloem is een cultuurplant, die gemakkelijk in de tuin gekweekt kan worden uit een pit. De zonnebloem kan gekweekt worden op elke goed gedraineerde grondsoort.

### Bloeiwijze

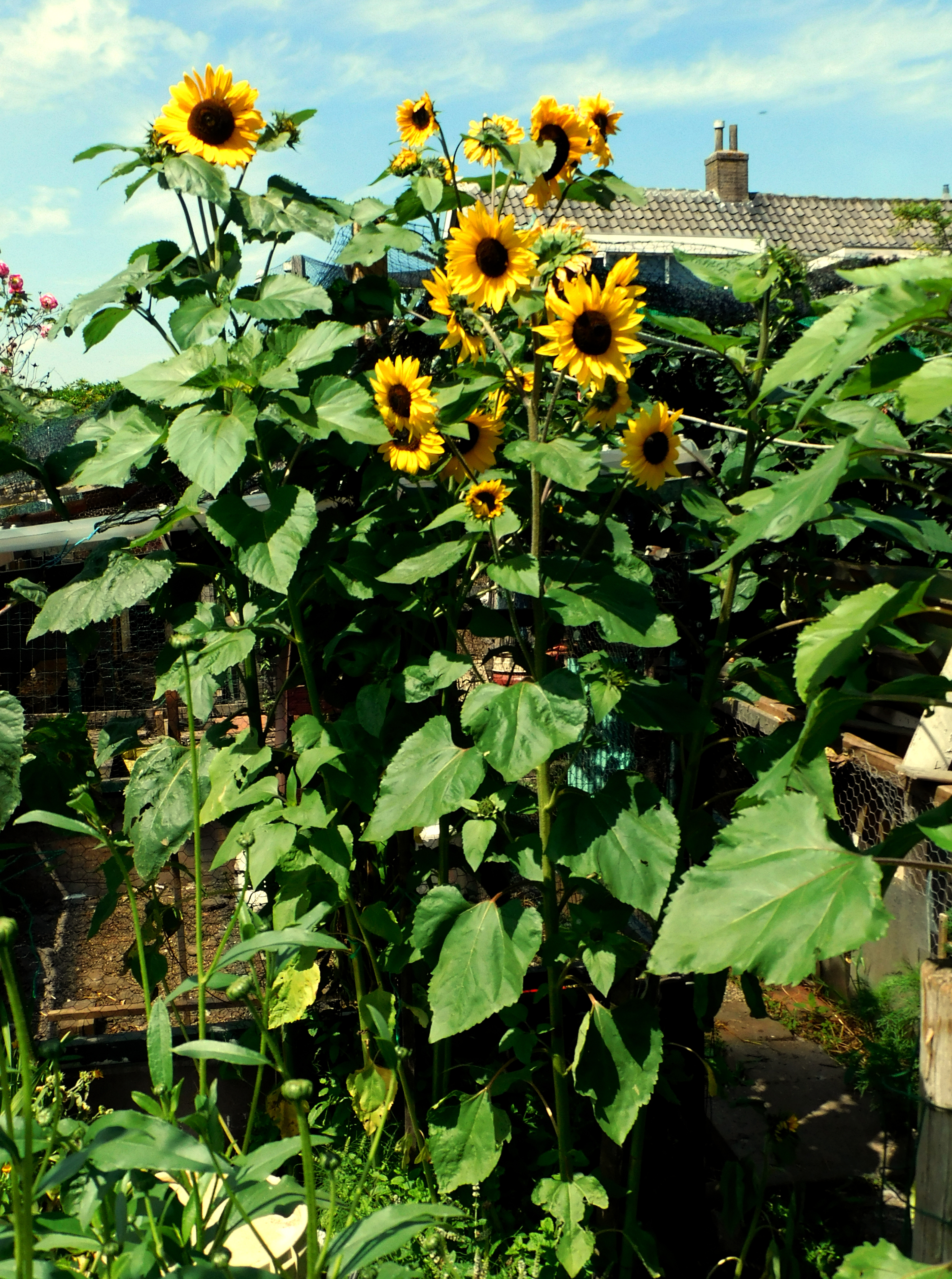
Zonnebloemen met meerdere bloemhoofden

De zonnebloem bloeit van juli tot oktober. Een plant kan dan meerdere bloemhoofden voortbrengen. Het bloemhoofd kan een diameter krijgen tot 30 cm. Onvolgroeide planten waarvan de bloemknop nog niet geopend is, vertonen heliotropisme: overdag draait de bloemknop op zonnige dagen mee met de zon. 's Nachts keert de bloemknop terug naar de oostelijke stand. Deze dagelijkse beweging wordt bewerkstelligd door ongelijke groei door celstrekking van de bloeistengel – een zonnebloem heeft geen bladkussentjes. Tegen de tijd dat de bloeiwijze zich opent, verstijft de bloeistengel in de oostelijke stand; het heliotropisme is dan voorbij. Daardoor wijzen bloeiende zonnebloemen de hele dag naar het oosten.
Er bestaat een kweekvorm met een hangend hoofd, die aantrekkelijk is voor boeren omdat de bloemen minder beschadigd worden door vogels en vuil vanuit de lucht.

### Stengel en blad
Zonnebloemen worden gewoonlijk 1,5 tot 3,5 meter hoog. Er zijn zelfs uitzonderlijke gevallen bekend waarbij de zonnebloem een hoogte van 7,7 meter wist te bereiken. De stengel is dik en harig. Het merg heeft een grote cellulaire dichtheid.
De bladeren zijn groot, ruw en soms gekarteld, afhankelijk van de variëteit . De bladeren zijn hartvormig en hebben opvallende nerven.

## Herkomst
Zonnebloemen komen oorspronkelijk uit Noord- en Midden-Amerika en zijn meer dan 3000 jaar geleden gedomesticeerd door de oorspronkelijke bewoners van die gebieden. Rond 1530 werden zonnebloempitten door Spanjaarden naar Europa gebracht (Columbiaanse uitwisseling).

## Gebruik

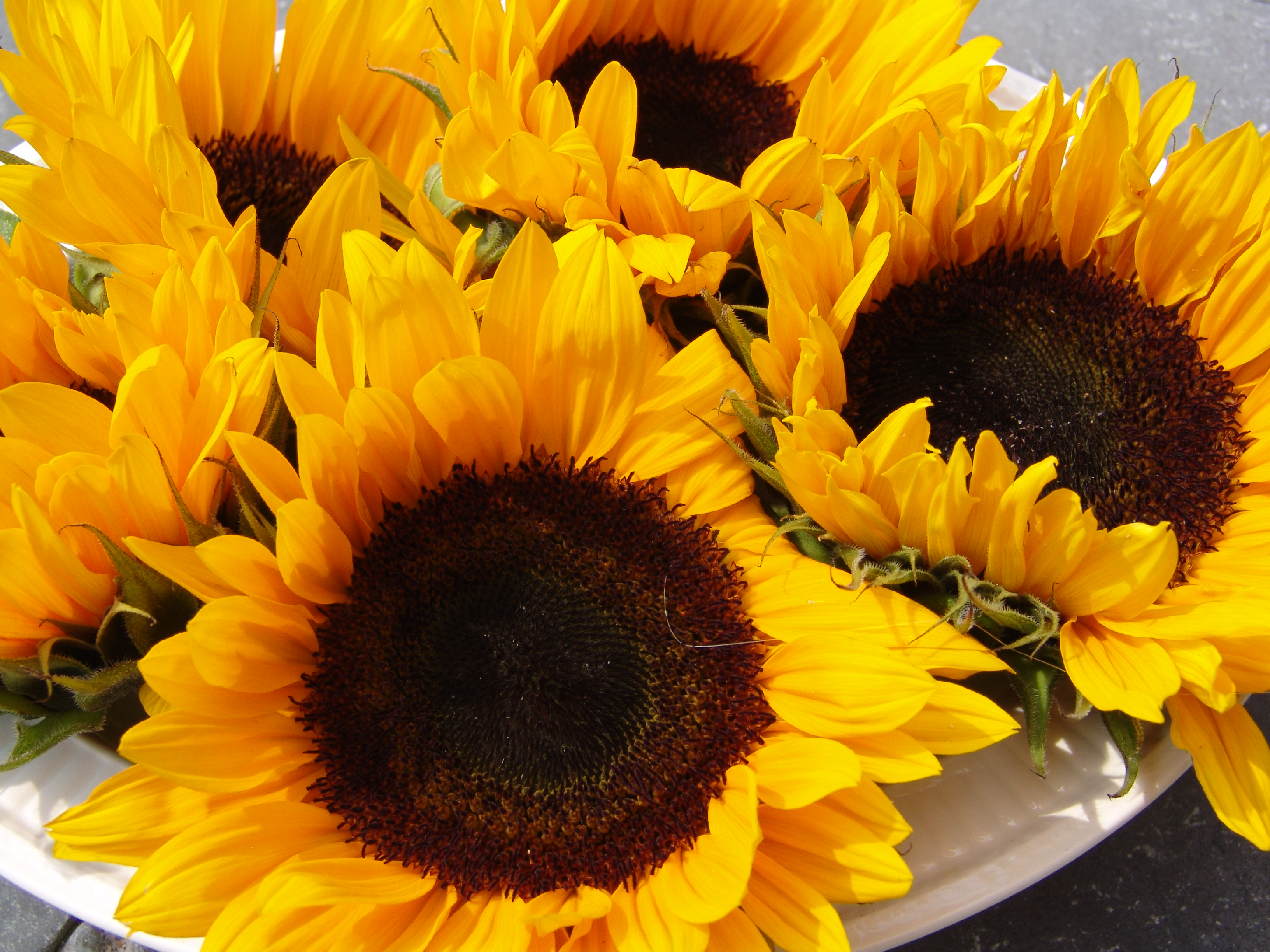
Een boeket met zonnebloemen

### Culinair
Zonnebloemen worden vooral gekweekt om zonnebloemolie uit de nootjes (pitten) te winnen. De olie wordt veel gebruikt in de keuken en als basis voor allerlei producten waarin plantaardige olie wordt verwerkt, zoals margarine. De olie bevat veel onverzadigde vetzuren en kan, omdat deze goed bestand is tegen hitte, voor frituren gebruikt worden. Zonnebloemolie bevat linolzuur, dat het cholesterolgehalte in het bloed verlaagt.
De zaden kunnen ongepeld of gepeld, rauw of geroosterd worden gegeten. Ontkiemende pitten met een uitloop van maximaal 6 mm kunnen worden gebruikt in salades of op brood. Pitten met een langere kiem smaken bitter.
Bloemknoppen kunnen rauw worden gegeten of worden gestoomd en gegeten zoals artisjokken.

### Veevoer
Het loof van de zonnebloem wordt gebruikt als veevoer. De zaden kunnen aan kippen worden gevoerd, onder andere om de eierproductie te bevorderen en om de dooier donkerder te laten kleuren. Ook het meel dat na het uitpersen van de pitten resteert wordt als veevoer gebruikt.

### Overig gebruik
In geraffineerde vorm wordt de olie ook voor industriële doeleinden gebruikt. De bloem kan worden gekookt om gele verfstof te verkrijgen.
De plant kan ook gebruikt worden als kamer- of tuinplant en snijbloem.
Als de stengel wordt gedroogd, wordt deze hard en is te gebruiken als brandstof.

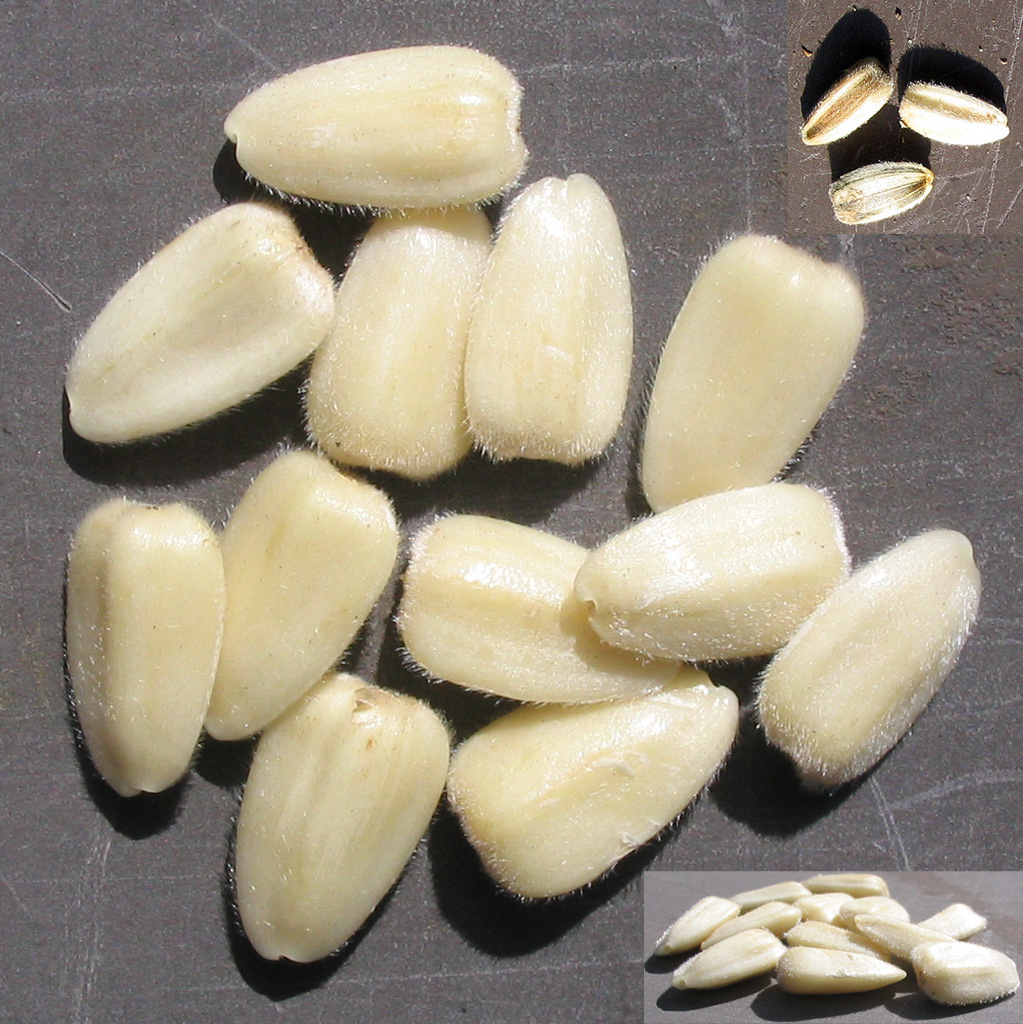
Zonnebloemzaden
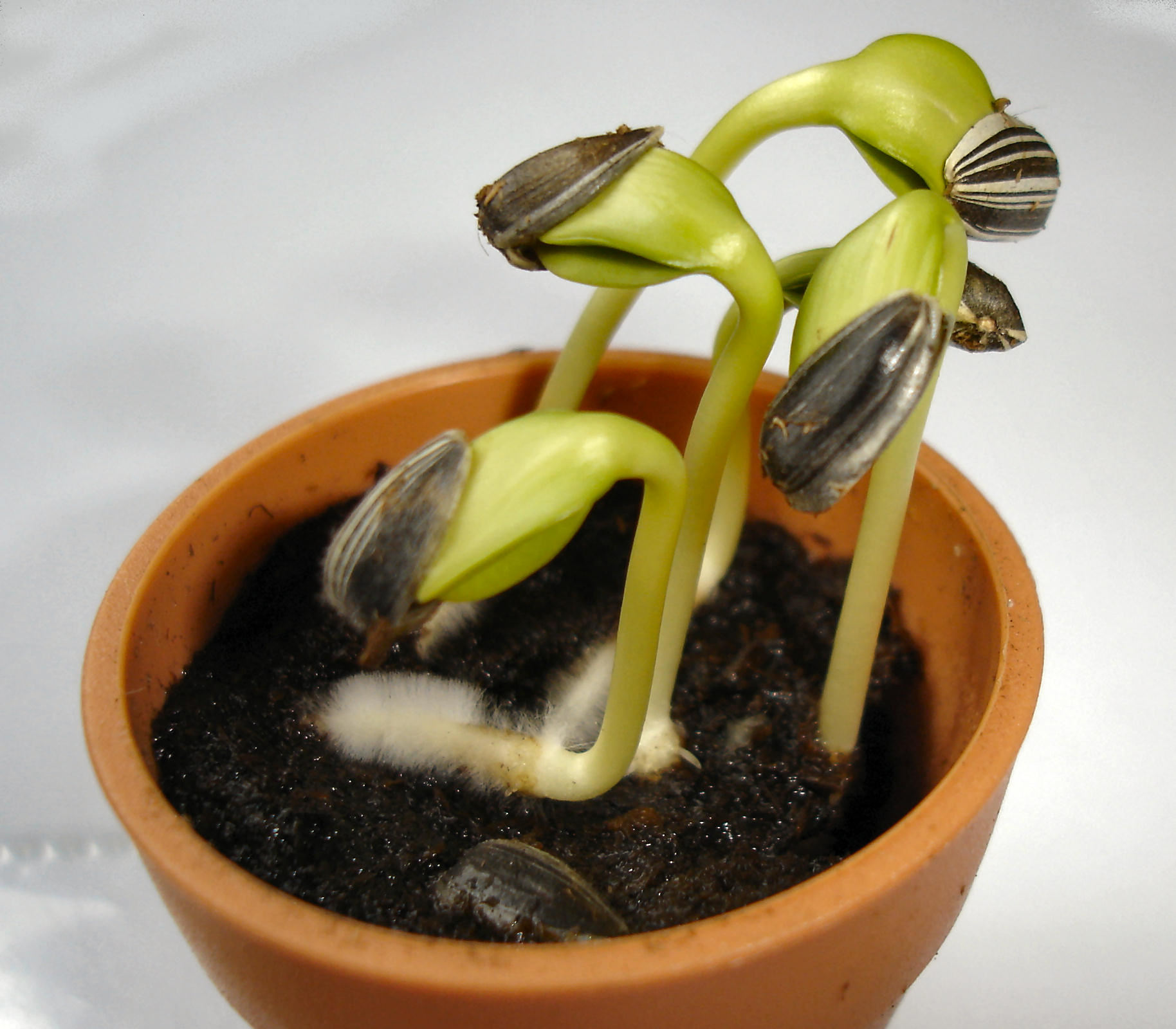
Zonnebloem drie dagen na het ontkiemen
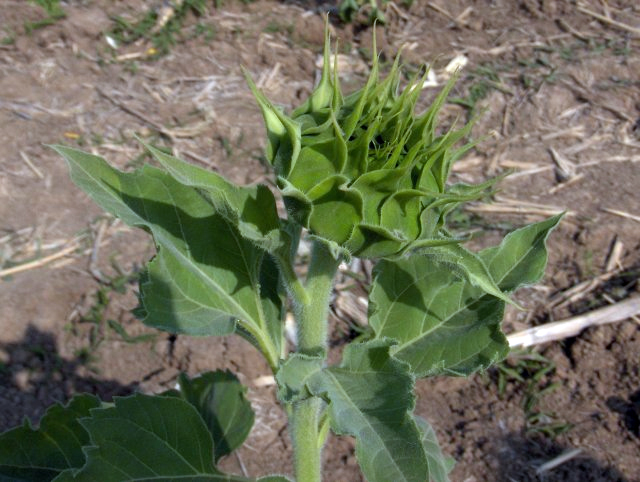
Eerste stadium van de bloemvorming
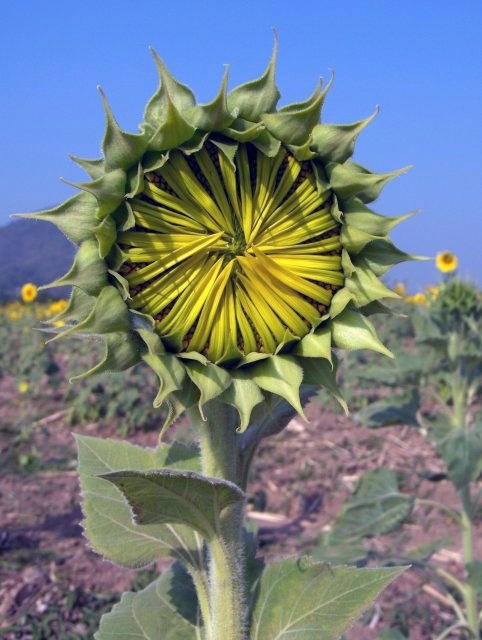
De bloem blijft bedekt, maar richt zich naar de zon
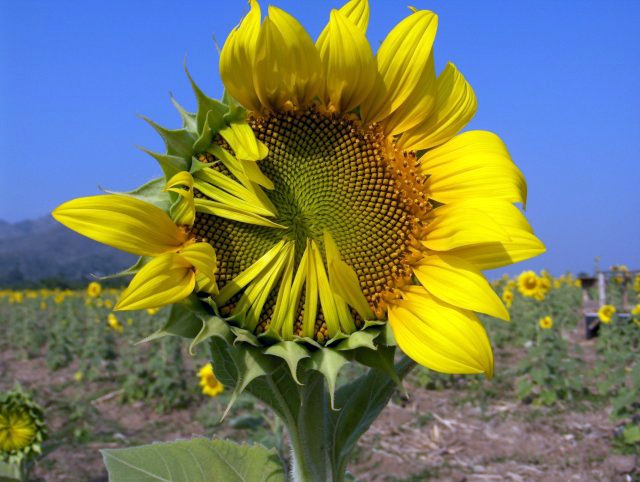
De bloem is bijna volledig zichtbaar
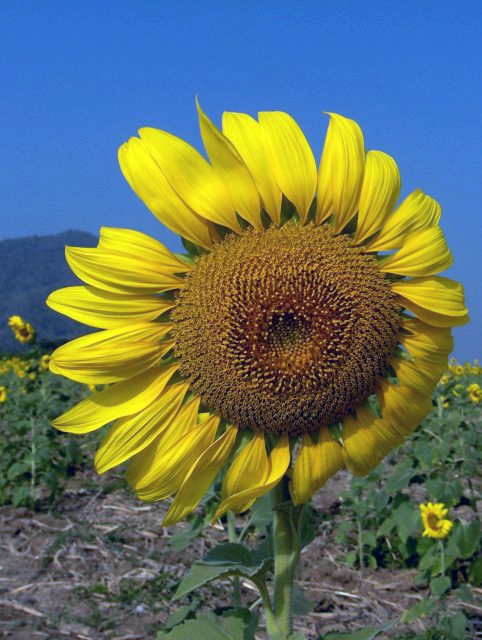
De bloem is volledig zichtbaar
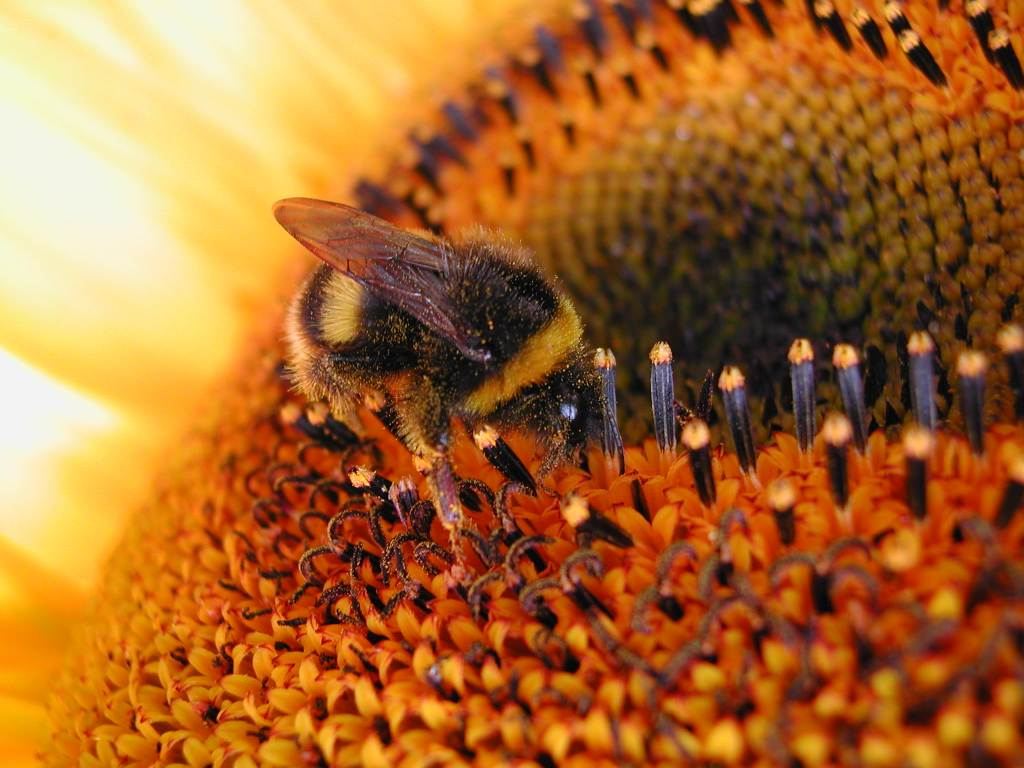
Hommel op zoek naar nectar
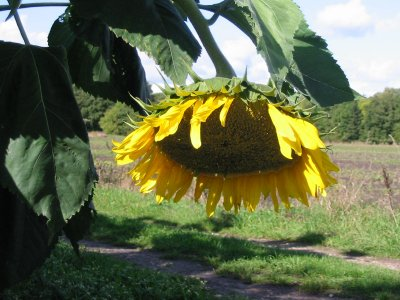
Speciaal gekweekte hangende zonnebloem
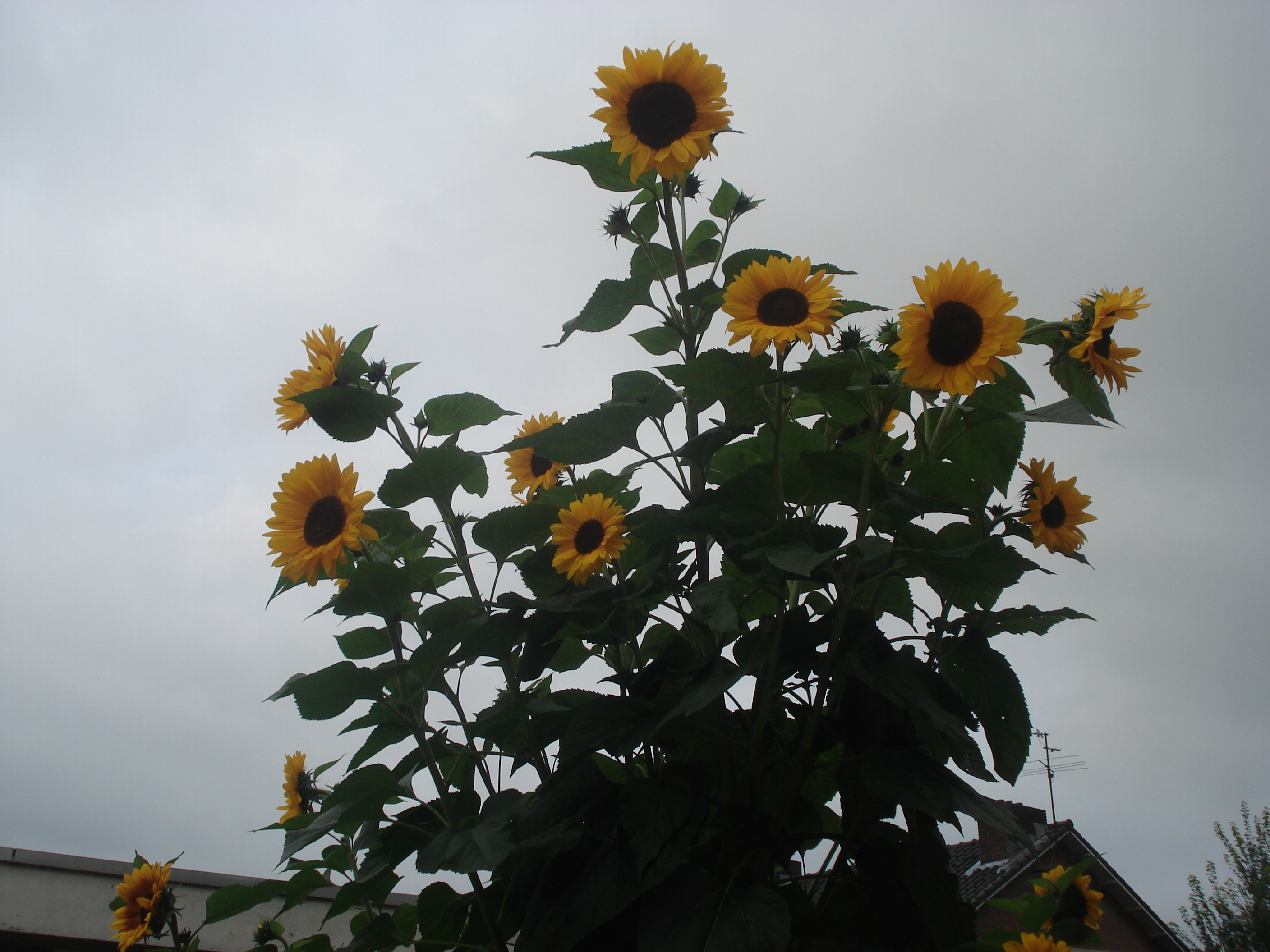
Meerkoppige zonnebloem, van dezelfde stam afkomstig
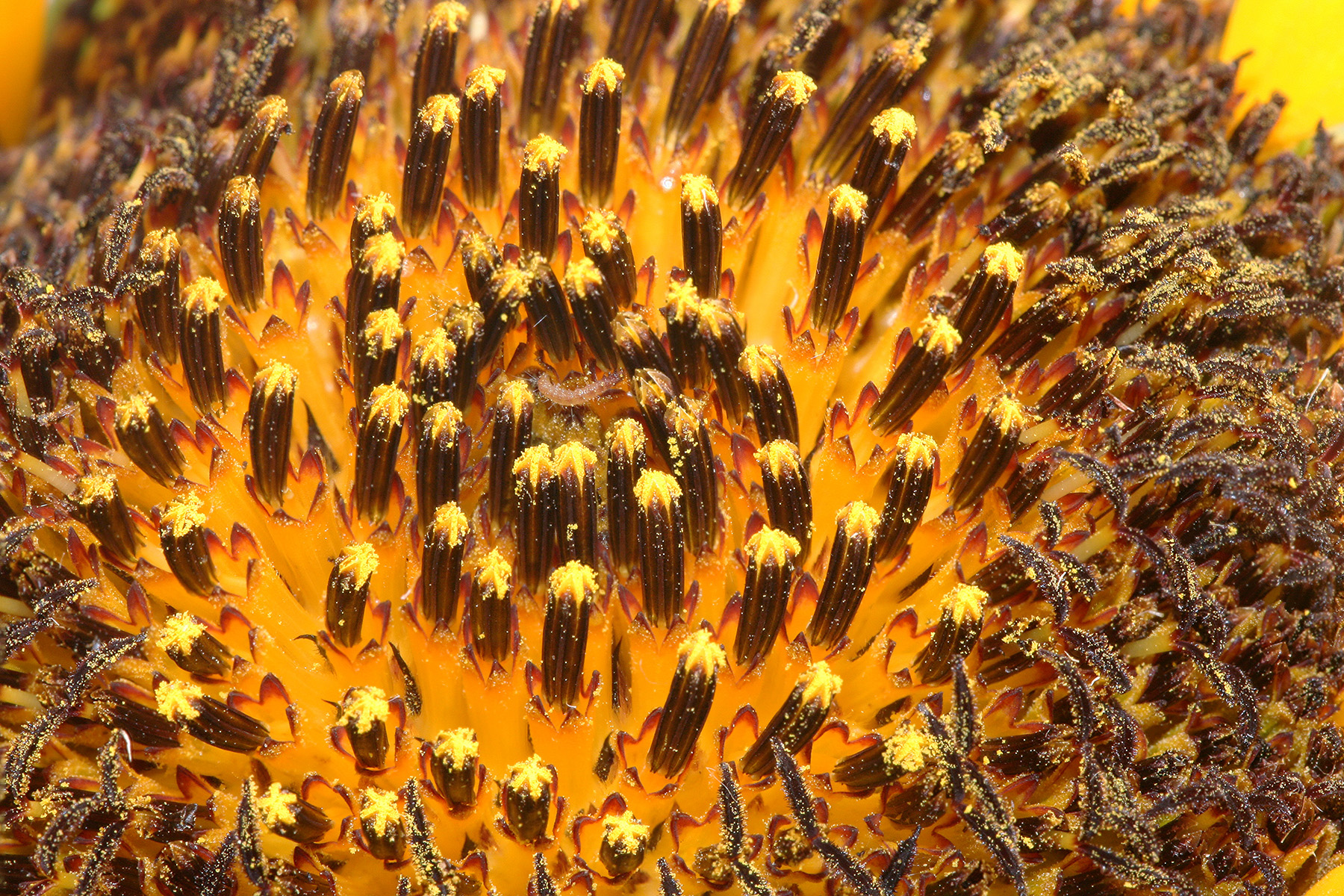
Detailopname van bloemhoofd
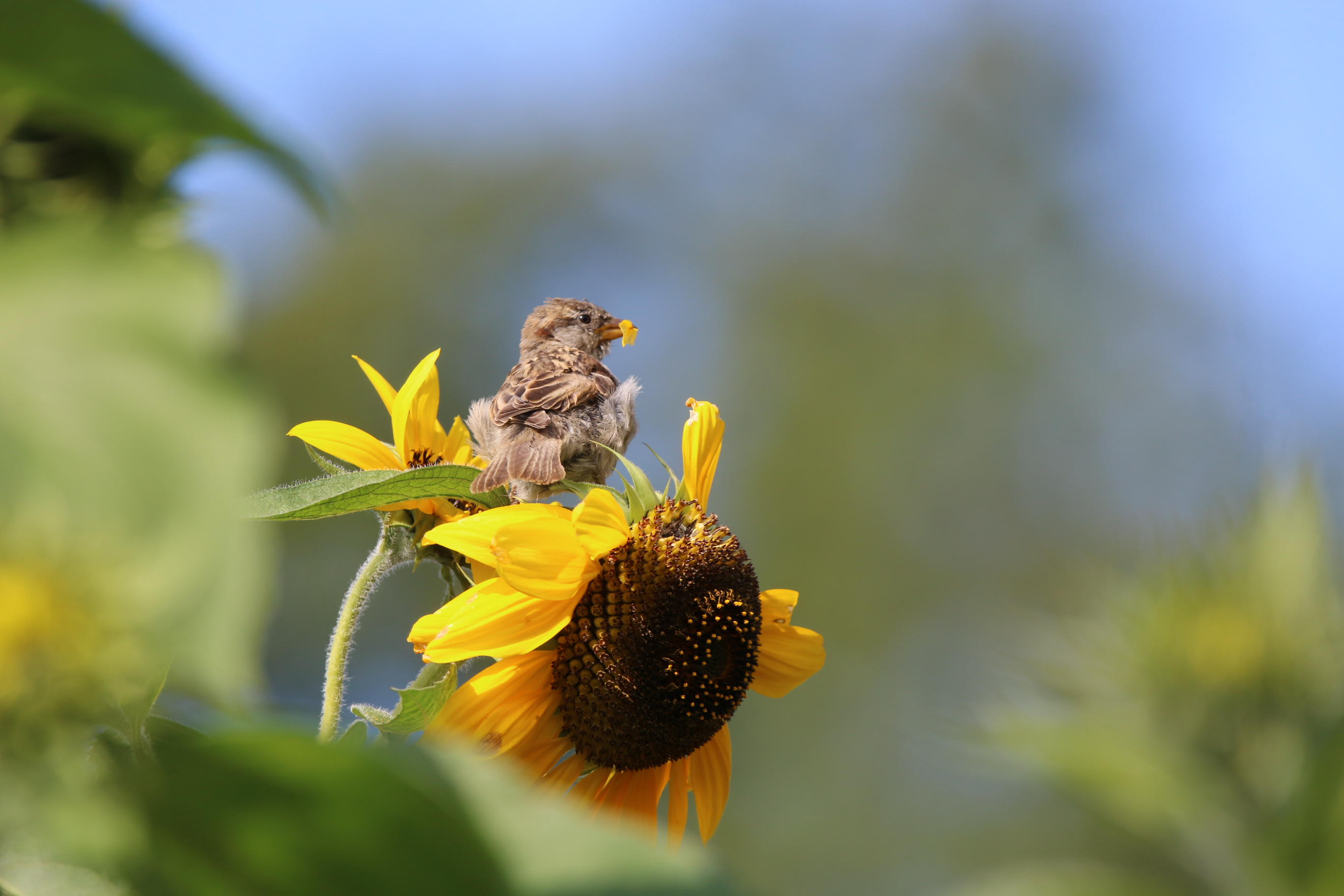
Jong musje dat eet van de zonnebloem
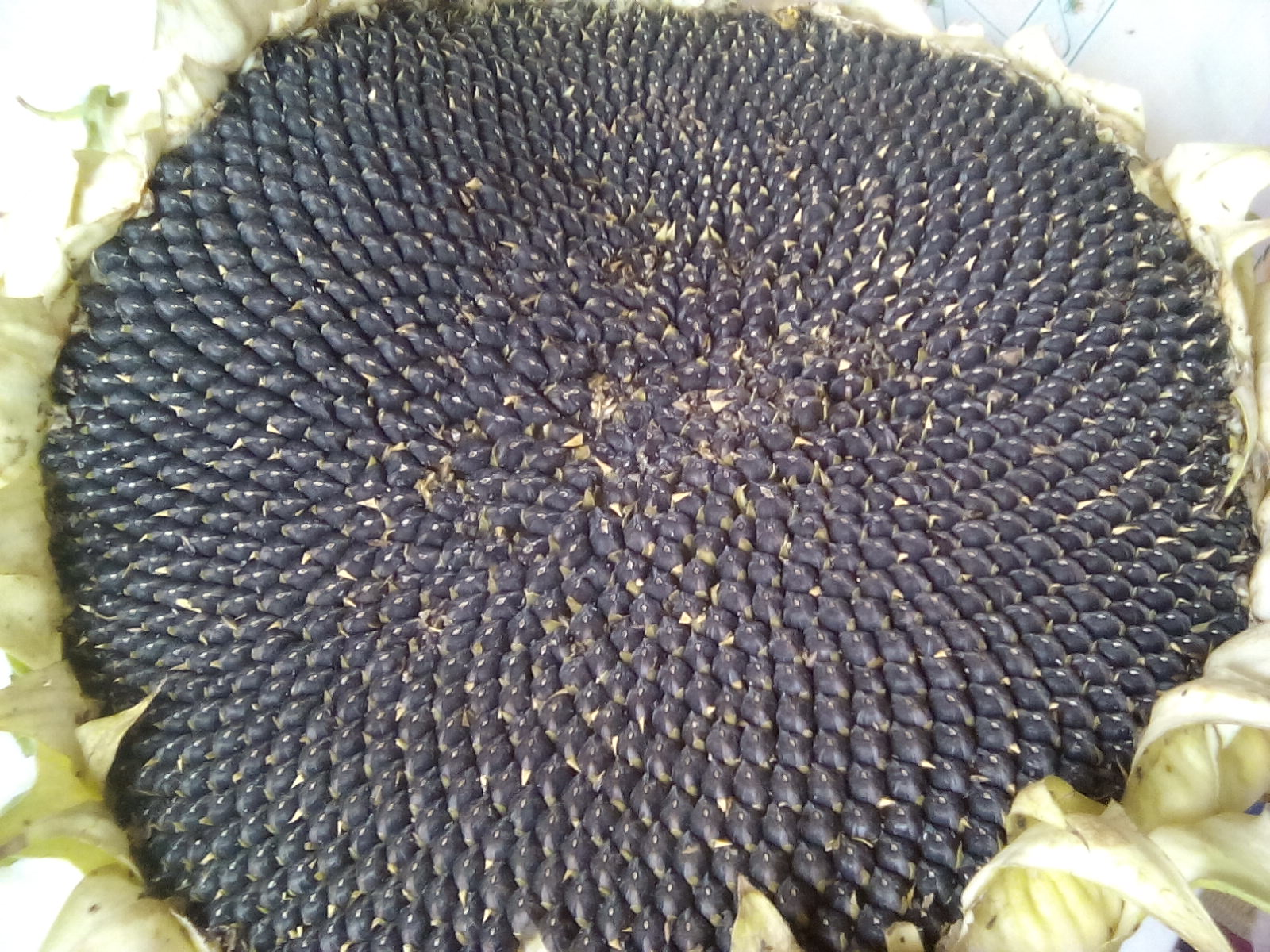
Zaden in uitgebloeide bloem

## Wetenswaardigheden
- "Zonnebloem" is ook de bijnaam voor het laatste bankbiljet van vijftig Nederlandse gulden; op het biljet stond een zonnebloem afgebeeld.
- Enkele beroemde schilderijen van Vincent van Gogh hebben zonnebloemen als onderwerp. Paul Gauguin schilderde een portret van Van Gogh terwijl deze daarmee bezig was.
- De zonnebloem wordt in Oekraïne geassocieerd met vrede. Tijdens de Russisch-Oekraïense oorlog wordt de bloem ook gezien als een symbool van verzet, en wordt die gebruikt om steun te betuigen aan Oekraïne.[4]